# Boleophthalmus pectinirostris
Boleophthalmus pectinirostris és una espècie de peix de la família dels gòbids i de l'ordre dels perciformes.

## Morfologia
- Els mascles poden assolir 20 cm de longitud total.[1][2]

## Hàbitat
És un peix de clima tropical (26 °C-30 °C) i demersal.

## Distribució geogràfica
Es troba a la Xina, Corea, el Japó i Taiwan.

## Observacions
És inofensiu per als humans i emprat en la medicina tradicional xinesa.